# Se Quiere, Se Mata
"Se Quiere, Se Mata" là một đĩa đơn của ca sĩ Colombia Shakira, trích từ album phòng thu chính thức đầu tiên của cô, Pies Descalzos.